# Forming
Forming è un brano musicale del gruppo L.A. punk The Germs pubblicato come singolo nel 1977 dalla What? Records.

## Il brano

### Composizione
I Germs, composti da quattro adolescenti, si erano formati non molto tempo prima della registrazione effettiva del singolo. Forming fu la prima composizione della band in assoluto, scritta da Darby Crash (che all'epoca si faceva ancora chiamare "Bobby Pyn") e registrata nel garage dei genitori del chitarrista del gruppo, Pat Smear. Chris Ashford, un amico della band, aiutò a preparare l'equipaggiamento per la registrazione.

La band debuttò dal vivo il 16 aprile 1977, durante uno show organizzato dai The Weirdos, un altro gruppo punk locale. Nel numero di maggio della rivista Raw Power, un recensore del concerto così si espresse nei confronti della band e del suo cantante diciottenne: 

### Pubblicazione
La canzone venne pubblicata come singolo di debutto dei Germs, distribuito dalla What? Records, una piccola etichetta discografica indipendente. Il brano viene considerato come una delle prime vere espressioni del genere musicale detto "L.A. punk".
Agendo come se fosse il manager del gruppo, Ashford organizzò in giugno una seduta fotografica per la copertina del singolo al The Masque, un club punk. La foto in copertina mostra i Germs sul palco del locale. Secondo una intervista del 1977 alla band, furono stampate 3,000 copie di Forming, ma le prime 1,000 andarono "distrutte". Ashford spiegò in seguito che "la macchina dello stampaggio si ruppe, invertendo le etichette, quindi dovettero buttare via circa 800 copie sbagliate." Nonostante la modesta quantità di copie e la scarsa distribuzione, il singolo entrò nella classifica di Billboard New Wave Top Ten.
Intervistato da Slash Magazine nel 1978, Darby Crash disse che Forming parla di "buttare giù il governo e crearne uno nostro."
La canzone che finì sulla B-side del singolo, Sex Boy, indicata genericamente come "the germs live" sulla copertina della prima stampa del singolo, venne registrata dal vivo su cassetta durante un'esibizione al nightclub Roxy di Hollywood, mentre erano in corso le riprese del film comico Up in Smoke di Cheech & Chong.

### Accoglienza
Claude Bessy, fondatore ed editore della fanzine punk locale, Slash, descrisse il 45 giri Forming con queste parole: "Oltre la musica... da capogiro... inesplicabilmente brillante nel portare la monotonia a nuove vette di sublime altezza". In retrospettiva, lo storico della musica Clinton Heylin, riferendosi a Forming, la descrisse notevole proprio per la sua "inettitudine" tecnica assoluta. Secondo Ned Raggett di AllMusic la canzone è "un'esplosione primitiva", "prodotta malissimo e fiera di esserlo." Parlando poi di Sex Boy, il lato B del 45 giri, scrisse: "divertente, caotica B-side, contenente il rumore di bottiglie che si rompono mentre Crash praticamente attacca il pubblico spaventato".

### Forming 2
Una versione alternativa del brano, prodotta da Ashford ed incisa in maniera più professionale e sensibilmente più corta, venne registrata sempre nel 1977 con il batterista D. J. Bonebrake, che poi sarebbe diventato in seguito un membro degli X. Intitolata Forming 2, rimase inedita fino al 1993, quando venne inclusa nella raccolta (MIA): The Complete Anthology.

## Tracce singolo
WHAT 01
1. Forming - 3:06
2. Sex Boy - 2:15 [Live]

## Formazione
- Bobby Pyn (Jan Paul Beahm, alias Darby Crash) – voce
- Pat Smear (George Ruthenberg) – chitarra
- Lorna Doom (Teresa Ryan, alias Terry Target) – basso
- Donna Rhia (Becky Barton) – batteria

## Cover
Forming è stata reinterpretata dal gruppo melodic hardcore punk NOFX; la loro versione è stata pubblicata nella raccolta 45 or 46 Songs That Weren't Good Enough to Go on Our Other Records e nell'album tributo alla musica dei Germs A Small Circle of Friends.